# Міхал Юрашко
Міхал Юрашко (словац. Michal Juraško; народився 21 квітня 1984 у м. Зволен, ЧССР) — словацький хокеїст, захисник. Виступає за ХКм «Зволен» у Словацькій Екстралізі.
Виступав за «Уйпешт» (Будапешт), ХКм «Зволен», де грав протягом дев'яти сезонів. Грав за «Зволен» як капітан команди. 2014 року підписав новий контракт з клубом. Влітку 2017 року уклав контракт з клубом «Жиліна». Перед початком сезону 2018/19 став гравцем «Нове Замки», проте у січні 2019 року розірвав контракт через проблеми зі здоров'ям.
У складі національної збірної Словаччини провів 3 матчі. Розглядався головним тренером Яном Філцом як можливий кандидат на включення до складу збірної Словаччини на чемпіонат світу 2009 року.